# 49. Infanterie-Division (Wehrmacht)
Die 49. Infanterie-Division war eine 1944 in Frankreich durch Umgliederung einer Reserve-Division aufgestellte deutsche Infanteriedivision im Zweiten Weltkrieg.

## Geschichte

### Aufstellung
Die Division wurde am 1. Februar 1944 bei Boulogne in Frankreich durch Umbenennung und Umgliederung der 191. Reserve-Division aufgestellt.
Es wurden folgende Truppenteile gebildet:
- Divisionsstab 49. ID in Boulogne
- Grenadier-Regiment 148 (aus Reserve-Grenadier-Regiment 31)
- Grenadier-Regiment 149 (aus Reserve-Grenadier-Bataillonen 17 und 497)
- Grenadier-Regiment 150 (aus Reserve-Grenadier-Regiment 267)
- Füsilier-Bataillon 149
- Artillerie-Regiment 149
- Divisionstruppen Nr. 149

Von der Aufstellung bis Mitte August 1944 stand der Verband mit dem LXXXII. (82.) Armee-Korps der 15. Armee im Raum Boulogne und sicherte einen Küstenabschnitt bis Étaples-Sur-Mer. Anfänglich der Heeresgruppe D unterstellt wurde die 15. Armee der Heeresgruppe B zugeteilt.

### Rückzug aus Frankreich
Mitte August 1944 wurde der Verband in den Großraum Paris verlegt, um beim LXXXI. (81.) Armee-Korps mit der 5. Panzer-Armee entlang der Seine eine Abwehrstellung zu errichten, da die amerikanischen Kräfte im Westen Frankreichs die deutsche Front durchbrochen hatten.

### Großraum Paris
Die alliierte Luftüberlegenheit und der kontinuierliche Vorstoß alliierter Kräfte verhinderte, dass die deutschen Kräfte eine stabile Front bilden konnten. Die aus einer bodenständigen Division hervorgegangene Division war nicht mobil genug, um den alliierten Angriffen auszuweichen zu können. In der allgemeinen Absetzbewegung der deutschen Kräfte ging im Kessel von Mons ein Großteil der Division unter. Die restlichen Truppen der Division bildeten eine Divisionskampfgruppe, welche weiterhin dem LXXXI. (81.) Armee-Korps unterstellt, das jedoch nun zur 7. Armee gehörte. Der Rückzug erfolgte über Brüssel in den Raum zwischen Lüttich und Maastrich an die Grenze des Deutschen Reiches.

### Aachen 1944
Die Reichsgrenze wurde am 7. September 1944 bei Aachen erreicht und die Divisionstruppen von der Versprengtensammelstelle Aachen wieder zusammengeführt. Nördlich von Aachen bezog die Division bei der kleinen Stadt Würselen Stellungen entlang der alten Grenzlinie wurde die Division erneut gegen alliierte Truppen eingesetzt. Hier gehörte die Division im Oktober 1944 zum I. (1.) SS-Panzer-Korps der 7. Armee. Zur Auffrischung wurden die Mannschaften der folgende Verbände eingegliedert:
- Westheer-Infanterie-Bataillon 302
- Westheer-Infanterie-Bataillon 305
- Festungs-Maschinengewehr-Bataillon 31
- Festungs-Maschinengewehr-Bataillon 57
- Festungs-Infanterie-Bataillon 1423
- Grenadier-Ersatz- und Ausbildungs-Bataillon 78
- Luftwaffen-Festungs-Bataillon I, VI, XI und XVIII

Die adhoc-Auffrischung brachte dem Verband zwar eine neue Mannstärke, doch erhielt der Verband keine Zeit für Ausbildung oder Erholung.

### Vernichtung nördlich von Aachen
Unmittelbar nachdem die Division den ihr zugeteilten Abschnitt besetzt hatte, kämpfte der Verband gegen einen überlegenen und besser ausgerüsteten Gegner. Hierbei wurde die Einheit fast vollständig aufgerieben.

### Auflösung und Verwendung der Reste der Division
Der formell im November dem LXXXXII. (92.) Armee-Korps der 1. Armee der Heeresgruppe G zugehörige Divisionsstab, wurde für die Aufstellung des Generalkommando des VII. (7.) Panzer-Korps am 1. Dezember 1944 in Metz verwendet.
Am 5. Dezember 1944 wurde die Division aufgelöst und ihre Reste wurden in die 246. Volks-Grenadier-Division eingegliedert.

## Kommandeur
- Generalleutnant Macholz